# Alessandro Nista
Alessandro Nista (Livorno, 10 luglio 1965) è un allenatore di calcio ed ex calciatore italiano, di ruolo portiere.

## Biografia
È il padre di Lorenzo schermidore di livello internazionale e Niccolò. 

## Carriera

### Giocatore
In carriera ha giocato con le maglie di Sorrento, Pisa, Leeds Utd, Ancona, Parma e Torino.
Conta 66 partite disputate in Serie A, 114 in Serie B e 3 in Serie C1. A lui Marco van Basten ha segnato il suo primo gol in Serie A, nel 1987, e l'ultimo della carriera, nel 1993.

### Allenatore
Terminata la carriera agonistica, si è dedicato alla preparazione dei portieri, dapprima con il Torino e poi dal 2007 alla Reggina. Nella stagione 2008-2009 ricopre lo stesso ruolo nel Grosseto.

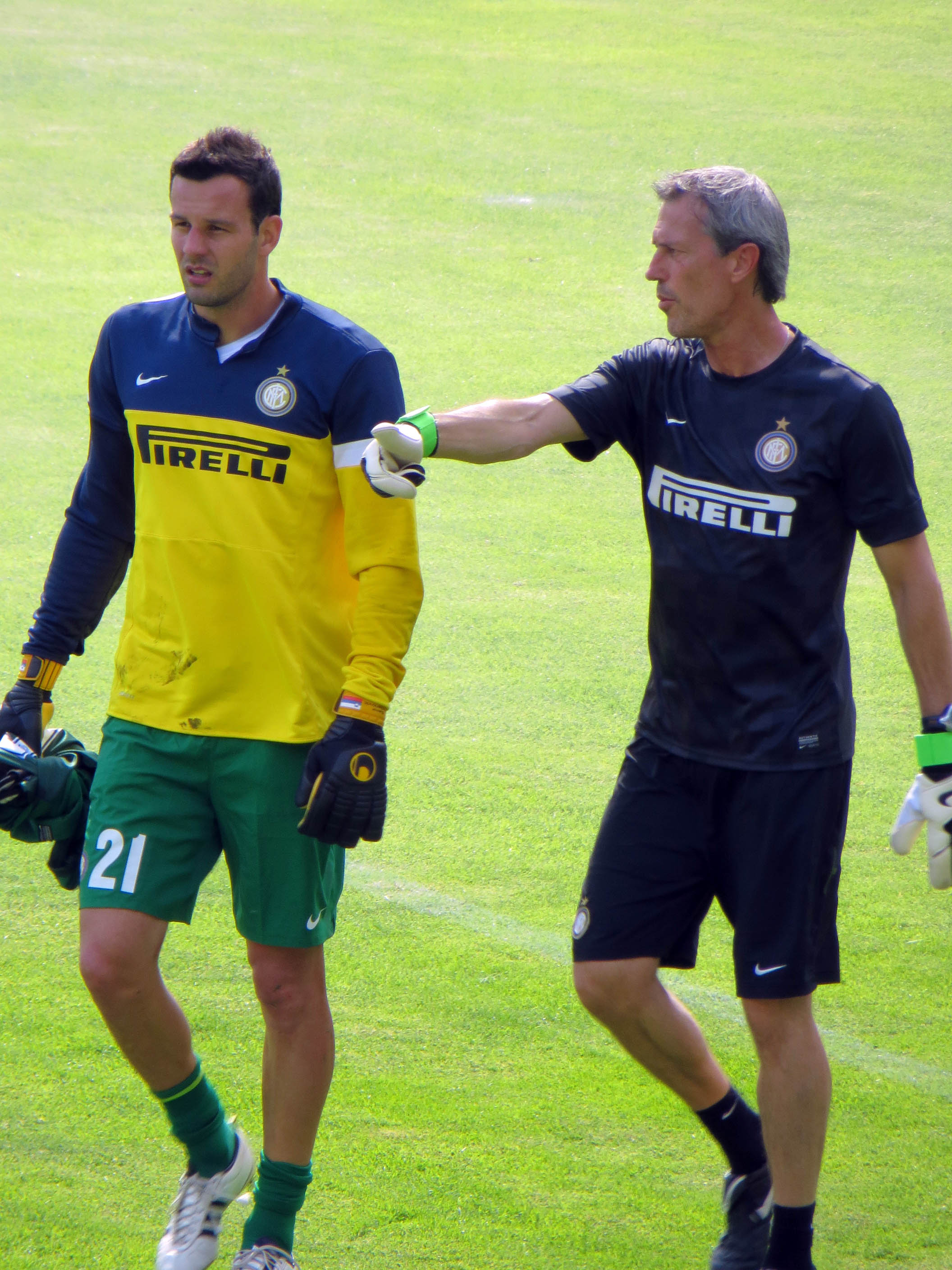
Nista all'Inter nel 2012 con Samir Handanovič

Nell'estate del 2009 passa alla Juventus come allenatore personale di Gianluigi Buffon e preparatore dei portieri della formazione Primavera della vecchia signora. A seguito dell'esonero di Ciro Ferrara, l'allenatore Alberto Zaccheroni è chiamato a guidare la squadra fino alla fine della stagione; Nista diventa quindi allenatore dei portieri della prima squadra al posto di Michelangelo Rampulla; alla fine dell'anno è sollevato dall'incarico, assieme allo staff di Zaccheroni, e viene sostituito da Claudio Filippi.
Il 29 dicembre 2010 il neo allenatore dell'Inter, Leonardo, lo seleziona come preparatore dei portieri della squadra, diventata pochi giorni prima campione del mondo con Benítez. Lascia i meneghini il 21 settembre 2011, giorno in cui viene esonerato il tecnico Gian Piero Gasperini, e viene sostituito da Giorgio Pellizzaro. Ritorna all'Inter il 26 marzo 2012 come preparatore dei portieri della prima squadra, nello staff tecnico del neo mister Andrea Stramaccioni, con cui collaborerà fino al termine della stagione successiva, per poi essere sostituito dallo staff del nuovo tecnico nerazzurro Walter Mazzarri.
Il 4 luglio 2014, dopo esser stato chiamato dal nuovo mister Stramaccioni, entra nello staff dell'Udinese nel ruolo di preparatore dei portieri, al fianco di Alex Brunner.
Dalla stagione 2015-2016 fino alla stagione 2019-2020 è stato nello staff del Napoli.

## Statistiche

### Presenze e reti nei club
Statistiche aggiornate al termine della carriera.
| Stagione        | Squadra         | Campionato      | Campionato | Campionato | Coppe nazionali | Coppe nazionali | Coppe nazionali | Coppe continentali | Coppe continentali | Coppe continentali | Altre coppe | Altre coppe | Altre coppe | Totale | Totale |
| Stagione        | Squadra         | Comp            | Pres       | Reti       | Comp            | Pres            | Reti            | Comp               | Pres               | Reti               | Comp        | Pres        | Reti        | Comp   | Pres   |
| --------------- | --------------- | --------------- | ---------- | ---------- | --------------- | --------------- | --------------- | ------------------ | ------------------ | ------------------ | ----------- | ----------- | ----------- | ------ | ------ |
| ott. 1985-1986  | Sorrento        | C1              | 3          | -2         | CI-C            | ?               | ?               | -                  | -                  | -                  | -           | -           | -           | 3+     | -2+    |
| 1986-1987       | Pisa            | B               | 0          | 0          | CI              | 0               | 0               | -                  | -                  | -                  | -           | -           | -           | 0      | 0      |
| 1987-1988       | Pisa            | A               | 30         | -28        | CI              | 7               | -5              | CM                 | 3                  | 0                  | -           | -           | -           | 40     | -33    |
| 1988-1989       | Pisa            | A               | 8          | -14        | CI              | 9               | -11             | -                  | -                  | -                  | -           | -           | -           | 17     | -25    |
| lug.-dic. 1989  | Pisa            | B               | 0          | 0          | CI              | 0               | 0               | -                  | -                  | -                  | -           | -           | -           | 0      | 0      |
| Totale Pisa     | Totale Pisa     | Totale Pisa     | 38         | -42        |                 | 16              | -16             |                    | 3                  | 0                  |             | -           | -           | 57     | -58    |
| gen.-giu. 1990  | Leeds Utd       | SD              | 0          | 0          | FACup+CdL       | 0               | 0               | -                  | -                  | -                  | FMC         | -           | -           | 0      | 0      |
| 1990-1991       | Ancona          | B               | 38         | -43        | CI              | 2               | -3              | -                  | -                  | -                  | -           | -           | -           | 40     | -46    |
| 1991-1992       | Ancona          | B               | 37         | -26        | CI              | 4               | -5              | -                  | -                  | -                  | -           | -           | -           | 41     | -31    |
| 1992-1993       | Ancona          | A               | 26         | -59        | CI              | 2               | -6              | -                  | -                  | -                  | -           | -           | -           | 28     | -65    |
| 1993-1994       | Ancona          | B               | 38         | -43        | CI              | 10              | -10             | -                  | -                  | -                  | -           | -           | -           | 48     | -53    |
| 1994-1995       | Ancona          | B               | 0          | 0          | CI              | 0               | 0               | -                  | -                  | -                  | -           | -           | -           | 0      | 0      |
| Totale Ancona   | Totale Ancona   | Totale Ancona   | 139        | -171       |                 | 18              | -24             |                    | -                  | -                  |             | -           | -           | 157    | -195   |
| 1995-1996       | Parma           | A               | 1          | 0          | CI              | 0               | 0               | CdC                | 0                  | 0                  | SI          | 0           | 0           | 1      | 0      |
| 1996-1997       | Parma           | A               | 0          | 0          | CI              | 0               | 0               | CU                 | 0                  | 0                  | -           | -           | -           | 0      | 0      |
| 1997-1998       | Parma           | A               | 1          | -2         | CI              | 1               | 0               | UCL                | 0                  | 0                  | -           | -           | -           | 2      | -2     |
| 1998-1999       | Parma           | A               | 0          | 0          | CI              | 0               | 0               | CU                 | 0                  | 0                  | -           | -           | -           | 0      | 0      |
| Totale Parma    | Totale Parma    | Totale Parma    | 2          | -2         |                 | 1               | 0               |                    | 0                  | 0                  |             | 0           | 0           | 3      | -2     |
| 1999-2000       | Torino          | A               | 0          | 0          | CI              | 0               | 0               | -                  | -                  | -                  | -           | -           | -           | 0      | 0      |
| 2000-2001       | Torino          | B               | 1          | 0          | CI              | 0               | 0               | -                  | -                  | -                  | -           | -           | -           | 1      | 0      |
| Totale Torino   | Totale Torino   | Totale Torino   | 1          | 0          |                 | 0               | 0               |                    | -                  | -                  |             | -           | -           | 1      | 0      |
| Totale carriera | Totale carriera | Totale carriera | 183        | -217       |                 | 35+             | -40+            |                    | 3                  | 0                  |             | 0           | 0           | 221    | -257   |

## Palmarès

### Giocatore

#### Club

##### Competizioni nazionali
- Campionato italiano di Serie B: 3

Pisa: 1984-1985
Ancona: 1991-1992
Torino: 2000-2001
- Second Division: 1

Leeds Utd: 1989-1990
- Coppa Italia: 1

Parma: 1998-1999

##### Competizioni internazionali
- Coppa Mitropa: 1

Pisa: 1987-1988
- Coppa UEFA: 1

Parma: 1998-1999